# ژوزف-ماریون لیاندره
ژوزف-ماریون لیاندره (فرانسوی: Joseph-Marion Leandré‎؛ زادهٔ ۹ مهٔ ۱۹۴۵) بازیکن فوتبال اهل هائیتی بود.
وی همچنین در تیم ملی فوتبال هائیتی بازی کرده‌است.